# Кузьменко, Раиса Михайловна
Раиса Михайловна Кузьменко (1926, Северский район, Северо-Кавказский край — 1977, Ильский, Краснодарский край) — звеньевая колхоза «Большевик» Северском районе Краснодарского края. Герой Социалистического Труда.

## Биография
Родилась в 1926 году в Северском районе Северо-Кавказского, ныне Краснодарского края в крестьянской семье. Русская.
Во второй половине 1940-х годов работала звеньевой в колхозе «Большевик» Северского района в полеводческой бригаде Д. С. Грицика по выращиванию зерновых.
По итогам работы в 1947 году звеном Р. М. Богуславской получен урожай пшеницы 31,65 центнера с гектара на площади 12 гектаров.
Указом Президиума Верховного Совета СССР от 6 мая 1948 года за получение высоких урожаев пшеницы и кукурузы в 1947 году Богуславской Раисе Михайловне присвоено звание Героя Социалистического Труда с вручением ордена Ленина и золотой медали «Серп и Молот».
Этим же указом высокого звания были удостоены ещё пятеро тружеников колхоза «Большевик», в том числе и председатель П. А. Негрецкий и её бригадир Л. С. Грицик.
В последующие годы звено Р. М. Кузьменко (в замужестве) продолжало собирать высокие урожаи зерновых.
Проживала в станице Ильская (с 1947 года — посёлок городского типа) Северского района Краснодарского края.
Скончалась в 1977 году.

## Награды
- Золотая медаль «Серп и Молот» (06.05.1948);
- Орден Ленина (06.05.1948).
- Медаль «За трудовую доблесть»
- Медаль «В ознаменование 100-летия со дня рождения Владимира Ильича Ленина» (6 апреля 1970)
- и другими

## Память
- В Краснодаре установлена мемориальная доска с именами Героев Социалистического Труда Кубани и Адыгеи